# پاشتریچ
پاشتریچ (به صربی: Paštrić) یک منطقهٔ مسکونی در صربستان است که در میونیتسا واقع شده‌است.